# Marcela García (judoka)
Marcela García es una deportista mexicana que compitió en judo. Ganó una medalla de bronce en el Campeonato Panamericano de Judo de 1985 en la categoría de –61 kg.

## Palmarés internacional
| Campeonato Panamericano | Campeonato Panamericano | Campeonato Panamericano | Campeonato Panamericano |
| Año                     | Lugar                   | Medalla                 | Categoría               |
| ----------------------- | ----------------------- | ----------------------- | ----------------------- |
| 1985                    | La Habana (Cuba)        | Medalla de bronce       | –61 kg                  |